# Connect Music Festival
Il Connect Music Festival, lanciato nel 2007, è stato un festival di musica moderna organizzato in Scozia, presso il castello di Inveraray nella contea di Argyll, situata nella regione occidentale dei laghi.
Il target del festival era un pubblico più adulto rispetto alla media degli altri festival musicali britannici, cosa che si rispecchiava in una selezione musicale più d'avanguardia.
Il festival si è tenuto per due soli anni, nel 2007 e nel 2008. La terza edizione non ha mai avuto luogo a causa degli alti costi di produzione.

## Gruppi

### Prima edizione (31-8, 1-2/9/2007)
Björk, Primal Scream, Beastie Boys, The Jesus & Mary Chain, Mogwai, LCD Soundsystem, Teenage Fanclub, Idlewild, Big Star, Hot Chip, The Divine Comedy, Cansei de Ser Sexy, The Only Ones, The Polyphonic Spree, Patrick Wolf &c.

### Seconda edizione (29-31/8/2008)
Manic Street Preachers, Spiritualized, Bloc Party, Franz Ferdinand, Mercury Rev, Sigur Rós, Kasabian, Ladytron, The Coral, Turin Brakes, James Holden, Goldfrapp, Grinderman, Paolo Nutini & c.